# 唑喹达
唑喹达（英语：Zosuquidar，开发代号：LY-335979），也译作佐舒喹达，是一种实验性抗肿瘤药物。唑喹达可以抑制P-糖蛋白。具有这种机制的其他药物包括他立喹达和拉尼喹达。P-糖蛋白是一种跨膜蛋白，它依赖三磷酸腺苷将异物泵出细胞。过度表达P-糖蛋白的癌症能够在治疗分子到达目标之前泵出治疗分子，从而有效地使癌症具有多重耐药性。唑喹达抑制P-糖蛋白，抑制外排泵并恢复对化疗药物的敏感性。
唑喹达最初由Syntex Corporation研发，该公司于1990年被罗氏收购。罗氏于 1997 年将该药物许可给礼来公司。2006年被FDA授予用于急性骨髓性白血病的孤儿药地位。2010年，该药物被宣布在一项治疗急性骨髓性白血病和骨髓增生异常综合征的III期临床试验未达到其主要终点，礼来公司并停止了对其的开发。